# Williams FW30
Der Williams FW30 war der Formel-1-Rennwagen, den das Williams-Team in der Saison 2008 einsetzte. Er wurde von einem Toyota V8-Motor angetrieben. Die Bereifung kam vom Japanischen Hersteller Bridgestone, der auch alle anderen Teams belieferte.

## Lackierung und Sponsoring
Die Grundfarbe des Williams ist Dunkelblau. Zudem gibt es weiße Farbakzente. Großflächige Sponsorenaufkleber kamen von der Royal Bank of Scotland und Lenovo.

## Fahrer
Der Williams FW30 wurde vom Deutschen Nico Rosberg und dem Japaner Kazuki Nakajima pilotiert. Testfahrer war der Deutsche Nico Hülkenberg.

## Ergebnisse
| Fahrer                          | Nr.                             | 1 | 2  | 3  | 4   | 5   | 6   | 7   | 8  | 9 | 10 | 11 | 12 | 13 | 14 | 15 | 16 | 17 | 18 | Punkte | Rang |
| ------------------------------- | ------------------------------- | - | -- | -- | --- | --- | --- | --- | -- | - | -- | -- | -- | -- | -- | -- | -- | -- | -- | ------ | ---- |
| Formel-1-Weltmeisterschaft 2008 | Formel-1-Weltmeisterschaft 2008 |   |    |    |     |     |     |     |    |   |    |    |    |    |    |    |    |    |    | 26     | 8.   |
| N. Rosberg                      | 07                              | 3 | 14 | 8  | DNF | 8   | DNF | 10  | 16 | 9 | 10 | 14 | 8  | 12 | 14 | 2  | 11 | 15 | 12 | 26     | 8.   |
| K. Nakajima                     | 08                              | 6 | 17 | 14 | 7   | DNF | 7   | DNF | 15 | 8 | 14 | 13 | 15 | 14 | 12 | 8  | 15 | 12 | 17 | 26     | 8.   |

| Legende  | Legende            | Legende                                                          |
| Farbe    | Abkürzung          | Bedeutung                                                        |
| -------- | ------------------ | ---------------------------------------------------------------- |
| Gold     | –                  | Sieg                                                             |
| Silber   | –                  | 2. Platz                                                         |
| Bronze   | –                  | 3. Platz                                                         |
| Grün     | –                  | Platzierung in den Punkten                                       |
| Blau     | –                  | Klassifiziert außerhalb der Punkteränge                          |
| Violett  | DNF                | Rennen nicht beendet (did not finish)                            |
| Violett  | NC                 | nicht klassifiziert (not classified)                             |
| Rot      | DNQ                | nicht qualifiziert (did not qualify)                             |
| Rot      | DNPQ               | in Vorqualifikation gescheitert (did not pre-qualify)            |
| Schwarz  | DSQ                | disqualifiziert (disqualified)                                   |
| Weiß     | DNS                | nicht am Start (did not start)                                   |
| Weiß     | WD                 | zurückgezogen (withdrawn)                                        |
| Hellblau | PO                 | nur am Training teilgenommen (practiced only)                    |
| Hellblau | TD                 | Freitags-Testfahrer (test driver)                                |
| ohne     | DNP                | nicht am Training teilgenommen (did not practice)                |
| ohne     | INJ                | verletzt oder krank (injured)                                    |
| ohne     | EX                 | ausgeschlossen (excluded)                                        |
| ohne     | DNA                | nicht erschienen (did not arrive)                                |
| ohne     | C                  | Rennen abgesagt (cancelled)                                      |
| ohne     | keine WM-Teilnahme |                                                                  |
| sonstige | P/fett             | Pole-Position                                                    |
| sonstige | 1/2/3/4/5/6/7/8    | Punktplatzierung im Sprint-/Qualifikationsrennen                 |
| sonstige | SR/kursiv          | Schnellste Rennrunde                                             |
| sonstige | *                  | nicht im Ziel, aufgrund der zurückgelegten Distanz aber gewertet |
| sonstige | ()                 | Streichresultate                                                 |
| sonstige | unterstrichen      | Führender in der Gesamtwertung                                   |